# JJ Lehto
Jyrki Juhani Järvilehto (în limba finlandeză: [ˈjyrki ˈjærvilehto]), cunoscut ca "JJ Lehto", (născut la data de 31 ianuarie 1966 în Espoo, Finlanda), este un fost pilot de curse. JJ a câștigat Cursa de 24 de ore de la Le Mans de 2 ori, în 1995 și 2005. A concurat 6 sezoane în Campionatul Mondial de Formula 1.

## Cariera în Formula 1
| Sezon | Echipă                                            | Puncte | Loc clasament general |
| ----- | ------------------------------------------------- | ------ | --------------------- |
| 1989  | Moneytron Onyx Formula One                        | 0      | -                     |
| 1990  | Monteverdi Onyx Formula One                       | 0      | -                     |
| 1991  | Scuderia Italia                                   | 4      | 12                    |
| 1992  | Scuderia Italia                                   | 0      | -                     |
| 1993  | Sauber                                            | 5      | 13                    |
| 1994  | Mild Seven Benetton Ford / Broker Sauber Mercedes | 1      | 24                    |